# کالروئلا
کالروئلا (به اسپانیایی: Caleruela) یک شهرستان در اسپانیا است که در استان تولدو واقع شده‌است.

## خصوصیات
کالروئلا ۹ کیلومترمربع مساحت و ۲۹۵ نفر جمعیت دارد و ۳۲۲ متر بالاتر از سطح دریا واقع شده‌است.